# كارين بوتا
كارين بوتا (بالإنجليزية: Karen Botha)‏ هي منافسة ألعاب القوى جنوب أفريقية، ولدت في 17 يناير 1967.

## وصلات خارجية
- كارين بوتا على موقع الاتحاد الدولي لألعاب القوى (الإنجليزية)
- كارين بوتا على موقع أوليمبيديا (الإنجليزية)